# Gil (historieta)
Gil es una historieta italiana de género policíaco de la casa Sergio Bonelli Editore, creada por Ennio Missaglia.
El equipo de autores es el mismo de Judas (los hermanos Missaglia e Ivo Pavone), a los que se sumó Vicenzo Monti como portadista.
La serie, de periodicidad mensual, se estrenó en junio de 1982 con el episodio titulado "Gil". Al igual que Judas, la serie no contó con el favor del público y fue cerrada definitivamente después de once meses.

## Argumento
Gil Moran es un ex sargento artillero de helicóptero, veterano de la guerra de Vietnam. Al volver a su país, estando harto de violencias y jerarquías, toma la decisión de vivir el día vagando por los Estados Unidos sobre su caballo blanco, como un vaquero moderno.
Durantes sus vagabundeos de una ciudad a otra en busca de trabajo, Gil se ve involucrado en aventuras que van en contra de sus deseos de tranquilidad, obligándolo a empezar una diferente clase de guerra.